# Cambarus cracens
Cambarus cracens är en kräftdjursart som beskrevs av R. W. Bouchard och Hobbs 1976. Cambarus cracens ingår i släktet Cambarus och familjen Cambaridae. IUCN kategoriserar arten globalt som starkt hotad. Inga underarter finns listade i Catalogue of Life.